# Fabio Vacchi
Fabio Vacchi (Bologna, 19 febbraio 1949) è un compositore italiano.

## Biografia

### La formazione e gli esordi
Fabio Vacchi ha studiato al conservatorio G.B. Martini di Bologna con Giacomo Manzoni e Tito Gotti.
Nel 1974 partecipa ai corsi del Berkshire Music Center a Tanglewood (USA), dove vince il Koussevitzky Prize in Composition, e nel 1976 ottiene il primo premio al concorso di composizione "Gaudeamus" nei Paesi Bassi con Les soupirs de Geneviève per 11 archi solisti. Nello stesso anno scrive la Sinfonia in quattro tempi per la Biennale di Venezia, eseguita al Teatro La Fenice sotto la direzione di Giuseppe Sinopoli. Nel '79 e nell'81 la Biennale di Venezia gli dedica due ritratti e nell'85 propone l'Usgnòl in vatta a un fil. A Venezia conosce e viene sostenuto da Luigi Nono.

### Il successo internazionale
Debutta al Maggio Musicale Fiorentino nel 1982 con Girotondo, opera in due atti su libretto tratto da Schnitzler, cui segue  Il viaggio  per il Teatro Comunale di Bologna, nel 1990, su libretto di Tonino Guerra. La station thermale debutta all’Opéra di Lione nel 1993, sotto la direzione di Claire Gibault. Verrà ripresa, oltre che all’Opéra Comique di Parigi, anche nella stagione del Teatro alla Scala nel 1995.  Sempre all’Opéra di Lione debutta nel 1998 l’opera sull’immigrazione Les oiseaux de passage, coprodotta con il Teatro Comunale di Bologna (2001), regia di Daniele Abbado.
Nel 1995 Vacchi compone uno dei suoi lavori più noti, Dai calanchi di Sabbiuno, per organico da camera, eseguito in occasione di concerto scaligero commemorativo del cinquantenario della Resistenza. Ne elabora in seguito anche una versione per grande orchestra, richiesta da Claudio Abbado. Su commissione di Abbado compone inoltre Briefe Büchners, ciclo di lieder eseguito per la prima volta alla Philharmonie di Berlino nel 1998. 	
Nel 2003 con Il letto della Storia (libretto di Franco Marcoaldi e regia di Giorgio Barberio Corsetti), rappresentato al Maggio musicale Fiorentino, ottiene il Premio Abbiati. Dal sodalizio con Marcoaldi sono nati anche Terra comune (con cui Vacchi è stato chiamato da Luciano Berio a inaugurare l'Auditorium Parco della Musica di Roma nel 2002) e Tre Veglie (2000), commissionatogli dal Festival di Salisburgo e dirette da Ivan Fischer, e la seconda opera per il Teatro alla Scala, Teneke (2007), diretta da Roberto Abbado, con regia di Ermanno Olmi e scenografia di Arnaldo Pomodoro. Marcoaldi elabora il libretto dall’omonimo romanzo di Yaşar Kemal.
Teneke è scelta assieme ad altri sei titoli per l'esposizione That's Opera, in occasione dei duecento anni di Ricordi , a cura di Jean-Jacques Nattiez. Ancora al Groβes Festspielhaus di Salisburgo, nell'ambito delle celebrazioni mozartiane del 2006, ha luogo la prima assoluta de La giusta armonia, melologo per voce recitante e orchestra interpretato dai Wiener Philharmoniker con Riccardo Muti, che aveva già diretto Il diario della Sdegno, ispirato all’attentato dell’11 settembre e alle guerre che ne seguirono, al Teatro alla Scala, nel 2002.
Al 2007 risalgono sia il brano sinfonico Mare che fiumi accoglie, diretto da Antonio Pappano al Parco della Musica di Roma, sia l’opera La madre del mostro, su libretto di Michele Serra; Amos Oz scrive per lui il libretto dell’opera Lo stesso mare, dall’omonimo romanzo, allestita al Teatro Petruzzelli di Bari, con scene di Gae Aulenti e regia di Federico Tiezzi. Sempre in collaborazione con Oz, compone il melologo D’un tratto nel folto del bosco, su testo di Michele Serra dall’omonimo romanzo dello scrittore israeliano, per il Festival Mito (che dedicherà a Vacchi una monografia, primo italiano, nel 2014) del 2010. Il melologo verrà ripreso, in versione francese, Soudain dans la forêt profonde, anche a Parigi, alla Comédie française e alla Salle Pleyel, con un CD a cura del Ministère de l'Éducation Nationale, destinato alle scuole di Francia. Su testo appositamente scritto sempre da Michele Serra nasce un altro melologo, Sull’acqua (2015), a la Verdi di Milano, con Lella Costa voce recitante.
Nel 2015 scrive un poema sinfonico ancora ispirato a D’un tratto nel fosto del bosco di Amos Oz, Der Walddämon, commissione di Riccardo Chailly che lo dirige al Gewandhaus di Lipsia. Nel 2015 è stato responsabile dell’Atelier Opéra en création presso il Festival di Aix-en-Provence, nel cui cartellone, tra il ’14 e il ’15, sono stati inseriti suoi brani. Nel 2016 nascono la nona opera, Lo specchio magico, su testo di Aldo Nove, allestita al Maggio Musicale Fiorentino sotto la direzione di John Axelroad, e Vencidos per voce e orchestra commissionata del Festival Internacional Cervantino, in Messico, per le celebrazioni di Cervantes.
Nel 2018 Andrea Lucchesini esegue la Sonata n.1 per pianoforte, commissione di Lugano Musica, e il Teatro San Carlo rappresenta Eternapoli, nato su richiesta di Toni Servillo che recita il testo di Giuseppe Montesano. Sempre nel 2018 nascono il Concerto per violoncello, eseguito al Petruzzelli di Bari con Enrico Dindo, sotto la guida di John Axelroad e il Concerto per violino Natura naturans (seconda versione), presentato in prima europea all’Opera di Budapest e in prima americana alla Carnegie Hall di New York, diretto da Balázs Kocsár, solista Aruka Nagao.
Was Beethoven african? è il titolo, ispirato a un racconto di Nadine Gordimer, composto per il Concours International de chefs d’orchestre «La Maestra», commissionato dalla Philharmonie de Paris e dalla Paris Mozart Orchestra, eseguito dalle finaliste, alla Philharmonie, il 18, 19 e 20 settembre 2020.
Nel 2021 al Teatro alla Scala va in scena, per la direzione di Michele Gamba, l’allestimento di Madina, teatro-danza per attore, soprano, tenore, coro, orchestra e corpo di ballo, con Roberto Bolle étoile, in scena fino al 14 ottobre. Il testo di Emmanuelle de Villepin è incentrato sul tema del terrorismo.
Per la celebrazione dei 250 anni di Beethoven, ha composto Beethoven e la primavera ritrovata, commissionata dal Maggio Musicale Fiorentino e condotta da Zubin Metha.

### Collaborazioni
La collaborazione iniziata negli anni novanta con scrittori del secondo Novecento, tra cui Tonino Guerra e Giuseppe Pontiggia (che per Vacchi scrisse Sacer Sanctus, testo che ha dato il titolo alla Cantata composta per la Scala nel 1996) è proseguita poi con Michele Serra, Aldo Nove, Yaşar Kemal, Dacia Maraini (con cui ha creato il melologo Il piacere di leggere), Amos Oz, Gianrico Carofiglio, sul cui testo ha creato il melologo Il bordo vertiginoso delle cose (che Carofiglio stesso ha interpretato come attore al Petruzzelli di Bari nel 2014).
Nell'ambito delle arti plastiche e figurative Vacchi è stato legato a nomi come Arnaldo Pomodoro e Giulio Paolini.
Rilevante la sua collaborazione in campo cinematografico con il registra Ermanno Olmi. Parte dei Luoghi immaginari, venuti alla luce tra il 1987 e il 1992, è confluita nella colonna sonora de Il mestiere delle armi, con cui Vacchi vince il David di Donatello come miglior musicista. Scrive inoltre le musiche per Gabrielle di Patrice Chéreau e Centochiodi di Olmi.

## Stile
Tradizione e modernità dialogano nelle opere di Vacchi, che si può considerare «figlio dell’avanguardia del Novecento, ma estraneo agli sperimentalismi fini a se stessi, in altre parole rivaluta la tradizione sfruttando, nel medesimo tempo, le molteplici possibilità offerte dalla scrittura contemporanea».
Ha quindi cercato «una terza via nella pratica della musica contemporanea: non l’avanguardia dura e pura, aspra e difficile, ma nemmeno i facili ripiegamenti del neoromanticismo postmoderno». Si è sempre dichiarato lontano da un atteggiamento nostalgico che non assimili le sperimentazioni del XX secolo, purché vengano considerate mezzi per aprire prospettive e non fini per una musica solipsistica.
Claudio Abbado definisce la sua scrittura «complessa e non passatista ma che sa arrivare all’ascoltatore». Jean Jacques Nattiez ha affermato che «Le opere di Vacchi sono belle, spesso cupe e tormentate, mai noiose, per lo più eloquentemente drammatiche». Secondo Giorgio Pestelli, «Vacchi è un artista ricco di possessi culturali e umani: alla tecnica strutturale più agguerrita unisce la reattività emotiva, l'attenzione alle voci della terra e degli affetti, la sensibilità per le radici popolari, dialettali, l'apertura ai linguaggi dei continenti remoti; il suo mondo è pieno di cose vicine e lontane, ma tutto percorso da un sentimento capace di connettere le diversità».
Vacchi ha sempre dichiarato il suo studio della musica etnica delle tradizioni musicali mediterranee, europee, ed extraeuropee: «gli elementi musicali di altre tradizioni tuttavia non vengono mai assunti da Vacchi acriticamente, come mere citazioni [...]; esse piuttosto costituiscono [...] dei "modelli fantasmatici", ai quali fare riferimento con piena consapevolezza [...] del loro valore culturale».
Nonostante molti suoi brani, accanto a quelli puramente strumentali e sinfonici, si riferiscano a fatti etici, politici e letterari, la sua musica non ha carattere programmatico: la sua impostazione metafisica apre a significati non esprimibili con la parola, ma emozionalmente percepibili.
Vacchi è tra i compositori più eseguiti della scena musicale italiana contemporanea (lo testimonia tra l'altro l’elevato numero di commissioni ricevute da prestigiose istituzioni musicali – Biennale di Venezia, Maggio Musicale Fiorentino, Berliner Philharmoniker, Festival di Salisburgo, Teatro alla Scala).

## Vita privata
Fabio Vacchi è sposato con la scrittrice e musicologa Lidia Bramani.

## Opere principali

### Musiche operistiche, balletti e musiche di scena
- Girotondo (1982), opera in 2 atti, libera elaborazione di Roberto Roversi da Reigen di Arthur Schnitzler - commissione del Maggio Musicale Fiorentino
- Il Viaggio (1990), opera in 2 atti, libretto di Tonino Guerra - commissione del Teatro Comunale di Bologna con Armando Ariostini
- La station thermale (1993), dramma giocoso in 3 atti, libretto di Myriam Tanant da I bagni d'Abano di Carlo Goldoni - commissione dell'Opéra National de Lyon
- Scena per Doktor Faustus (1995), poema coreografico da Heinrich Heine per 2 nastri magnetici, libretto di Lorenzo Salveti - commissione del Teatro Comunale di Bologna
- Dioniso germogliatore (1996), balletto in 5 quadri, testo di Giuliano Scabia - commissione del Ravenna Festival
- Les oiseaux de passage (1998), opera in 5 sequenze, libretto di Myriam Tanant - commissione dell'Opéra National de Lyon e del Teatro Comunale di Bologna
- La burla universale. Cantata abbastanza profana (2001), atto unico per voce femminile, 2 baritoni e orchestra, libretto di Franco Marcoaldi - commissione di Rai Radio Tre in occasione dell'anno verdiano
- Il letto della Storia (2003), opera in tre atti, libretto di Franco Marcoaldi - commissione del Maggio Musicale Fiorentino
- Macbeth (2007), musiche di scena per l'allestimento a cura della Compagnia Marionettistica Carlo Colla e Figli
- La madre del mostro (2007), libretto di Michele Serra - commissione dell'Accademia Musicale Chigiana
- Teneke (2007), opera in tre atti, libretto di Franco Marcoaldi su soggetto di Yashar Kemal - commissione del Teatro alla Scala di Milano
- Lo stesso mare (2011), opera su libretto di Amos Oz tratto dal romanzo eponimo - commissione della Fondazione lirico-sinfonica Petruzzelli e Teatri di Bari
- Lo specchio magico, Urban Art Dance Opera, in tre atti (2016), libretto di Aldo Nove - commissione Maggio Musicale Fiorentino

### Musiche vocali e corali
- Buchstaben, (1975) per soprano e ensemble
- Ballade per soprano e ensemble (1978) testo di W. B. Yeats
- Scherzo, (1978) soprano e ensemble, testo di T. Guerra
- Continuo (1978) per soprano e ensemble, Testo di D. Campana
- Arietta “Pensiero non darti” (1980)per flauto e soprano o anche per flauto solo, dall’opera Girotondo
- Grande Aria “A guardar” (1981)per soprano e pianoforte, dall’opera Girotondo, testo di R. Roversi
- Grande Aria “A guardar” (1981)per soprano e strumenti, dall’opera Girotondo, testo di R. Roversi
- Trois visions de Geneviève. Secondo concerto per 11 archi solisti, con una voce bianca che canta una poesia di R. Roversi
- Due doppi cori :1) Ecce Sacerdos, 2) Sacerdos dei beate Petroni (1990) per doppio coro
- Mignon (über die Sehnsucht) (1995) per canto e pianoforte, testo di Johann Wolfgang Goethe
- Dona nobis pacem (1995) per otto voci dispari
- Briefe Büchners (1996), sei lieder per baritono, clarinetto basso e pianoforte su frammenti dalle lettere di Georg Büchner - commissione di Claudio Abbado e delle Berliner Festwochen
- Dioniso germogliatore II - un recitar sinfonico (1997) per voce recitante e orchestra, testo di Giuliano Scabia
- Sacer sanctus (1997) Cantata per coro misto ed ensemble, testo di Giuseppe Pontiggia
- Tre veglie (2000) per mezzosoprano, violoncello e orchestra, testo di Franco Marcoaldi - commissione del Festival di Salisburgo
- Terra comune (2002) per coro e orchestra, testo di Franco Marcoaldi - commissione dell'Accademia nazionale di Santa Cecilia in occasione dell'inaugurazione dell'Auditorium Parco della Musica di Roma
- Canti di Benjaminovo (2003) per voce e quintetto d'archi, testi di Franco Marcoaldi - commissione del Boston Musica Viva Ensemble
- Memoria italiana (2003) per quattro voci, testi di Franco Marcoaldi - commissione del Festival delle Nazioni di Città di Castello
- Cjante (2004) per soprano e orchestra su frammento del Cantico dei Cantici tradotto in friulano - commissione del Mittelfest di Cividale del Friuli
- Irini, Esselam, Shalom (2004) per voce, violino concertante e orchestra, testi a cura di Moni Ovadia - commissione dell'Orchestra Sinfonica di Milano "G.Verdi"
- Voce d'altra voce (2005) per due voci recitanti, coro e orchestra su frammento del Cantico dei Cantici tradotto in arabo, ebraico e friulano - commissione del Mittelfest di Cividale del Friuli
- Mi chiamo Roberta (2006) per violino, violoncello, percussioni, pianoforte e due voci recitanti, testi di Aldo Nove – commissione e coproduzione del Mittelfest di Cividale del Friuli
- La giusta armonia (2006) per voce recitante e orchestra, testo di Franz Heinrich Ziegenhagen - commissione del Festival di Salisburgo
- Prospero, o dell'armonia (2009), melologo da La tempesta di William Shakespeare per voce recitante e orchestra - commissione della Filarmonica della Scala
- D'un tratto nel folto del bosco (2010), melologo su testo di Michele Serra dal racconto eponimo di Amos Oz per voce recitante e orchestra da camera - commissione di MITO SettembreMusica
- Vencidos (2016), per baritono e orchestra, su testo di Felipe Léon – commissione Festival cervantino, Messico
- Dieci melodie facili per canto e pianoforte (2013), testo di Riccardo Held, commissione editore Curci
- Canti di fabbrica (2017), per tenore e orchestra, testi di AAVV – commissione Teatro La Fenice di Venezia

### Musiche sinfoniche
- Sinfonia in quattro tempi (1976)
- Danae (1989)
- Scramlézz d'estèd (1991)
- Dai calanchi di Sabbiuno (1997) per grande orchestra - trascrizione realizzata per la Gustav Mahler Jugendorchester
- En Vinternatt (2001) - commissione di Ferrara Musica
- Diario dello sdegno (2002) - commissione del Teatro alla Scala
- Canti d'ombre (2004) - commissione dell'Orchestra Sinfonica Nazionale della RAI
- Dionysos suite (2004)
- Voci di notte (2006) commissione Maggio Musicale Fiorentino
- Mare che fiumi accoglie (2007) - commissione dell'Accademia nazionale di Santa Cecilia
- Tagebuch der Empörung (2011) – commissione Gewandhaus di Lipsia
- Der Walddämon (2015) – commissione Gewandhaus di Lipsia

### Musiche per voce o voci recitanti e orchestra – Melologhi
- Dioniso germogliatore II - un recitar sinfonico (1997) per voce recitante e orchestra, testo di Giuliano Scabia
- Mi chiamo Roberta (2006) per violino, violoncello, percussioni, pianoforte e due voci recitanti, testi di Aldo Nove – commissione e coproduzione del Mittelfest di Cividale del Friuli
- La giusta armonia (2006) per voce recitante e orchestra, testo di Franz Heinrich Ziegenhagen - commissione del Festival di Salisburgo
- Parla Persefone (2008), per due attrici, ensemble ed elettronica, testo di Aldo Nove – commissione Fondazione Arnaldo Pomodoro
- Prospero, o dell'armonia (2009), melologo da La tempesta di William Shakespeare per voce recitante e orchestra - commissione della Filarmonica della Scala
- D'un tratto nel folto del bosco (2010), melologo su testo di Michele Serra dal racconto eponimo di Amos Oz per voce recitante e orchestra da camera - commissione di MITO SettembreMusica
- Soudain dans la forêt profonde (2013), melologo per attore e ensemble su testo tradotto in francese di Michele Serra da Amos Oz - commissione Paris Mozart Orchestra
- Veronica Franco (2013), melologo per soprano, attrice e orchestra su testo di Paola Ponti - commissione la Verdi di Milano
- Il bordo vertiginoso delle cose (2014) melologo per attore, attrice e orchestra – commissione del teatro Petruzzelli di Bari
- Il piacere di leggere (2012) melologo per attore e ensemble su teso di Dacia Maraini
- Sull’acqua (2015), melologo per attore e orchestra su testo di Michele Serra – commissione la Verdi
- Eternapoli (2018), melologo per attore, attrice, coro e orchestra, su testo di Giuseppe Montesano da un’idea di Toni Servillo – commissione Teatro S. Carlo di Napoli

### Musiche per strumento solista e orchestra
- Concerto per pianoforte e orchestra (1983)
- Notturno concertante (1994) per chitarra e orchestra
- Veglia in canto (2003) per violino e orchestra d'archi - commissione del Festival delle Città di Portogruaro
- Lydia (2004) per violino e orchestra d'archi
- Voci di notte (2006) per violino concertante/solista e orchestra - commissione del Maggio Musicale Fiorentino per il 70º compleanno di Zubin Mehta
- Triplo concerto per due flautisti, arpa e orchestra (2013) – commissione del Teatro Petruzzelli di Bari
- Concerto per violino e orchestra (2016) - commissione della Fondazione lirico-sinfonica Petruzzelli di Bari
- Concerto per violoncello e orchestra (2018) – commissione del Teatro Petruzzelli di Bari
- Concerto per violino Natura naturans (altra versione del Concerto del 2018) – commissione dell’Opera Nazionale di Budapest

### Musiche cameristiche
- Les soupirs de Geneviève (1975) per 11 archi
- Fantasia (1977) per 3 archi e clavicembalo
- Toccata da chiesa (1977) per organo
- Il cerchio e gli inganni (1982) per ensemble
- L'usgnol in vatta a un fil (1985) per ensemble
- Luoghi immaginari (Quintetto, Ottetto, Trio, Settimino, Quartetto) (1987-1992) per organico vario
- Quartetto per archi n° 1 (1992)
- Dai calanchi di Sabbiuno (1995) per 5 esecutori - commissione del Teatro alla Scala
- Wanderer-Oktett (1997) - commissione dell'European Soloist Chamber Ensemble
- Dai calanchi di Sabbiuno trascrizione per grande orchestra
- Dai calanchi di Sabbiuno (1998) trascrizione per orchestra da camera
- Movimento di quartetto (1999) per archi
- Wanderer-Sextett (2000) per 2 violini, 2 viole e 2 violoncelli - commissione dei Solisti della Mahler Chamber Orchestra
- Orna buio ciel (2000 per violino, violoncello e pianoforte
- Quartetto per archi n° 3 (2001) - commissione del Tokyo String Quartet
- Quartetto per archi n° 4 (2004) - commissione di Radio Rai per l'80º anniversario della radio italiana
- Quartetto per archi n° 5 (2008) - commissione della Società del quartetto di Milano
- Notte italiana (2011) - commissione di MITO SettembreMusica

### Musiche per strumento solista
- Di altri echi (1982) per violino
- Languido nascente (1983) per pianoforte
- Plynn (1986) per chitarra
- In alba mia, dir... (1995) per violoncello
- Presto, da boschi e prati (1999) per violino
- Tempo d'arco (2000) per contrabbasso
- Respiri (2004) per violino, o viola, o violoncello
- Echi d'ombre (2005) per pianoforte - commissione di Per Piano Solo Meeting
- Consonanze (2008) per violino - brano composto per il Concorso Violinistico Premio Paganini
- Sonata n.1 per pianoforte (2018) – commissione Lugano Musica

### Musiche per il cinema
- colonna sonora de Il mestiere delle armi (2001), regia di Ermanno Olmi
- In pace, in canto, brano per i titoli di coda di Cantando dietro i paraventi (2003), regia di Ermanno Olmi
- colonna sonora di Gabrielle (2005), regia di Patrice Chéreau
- colonna sonora di Centochiodi (2007), regia di Ermanno Olmi

### Trascrizioni e rielaborazioni
- John Dowland, Flow my Dowland, 5 Songs di John Dowland trascritte e strumentate per contraltista ed ensemble (1994)
- Johann Sebastian Bach, Contrapunctus V da L'arte della fuga, rielaborazione per orchestra (2001)
- César Franck, Sonata per violino e pianoforte, trascrizione per violino e archi (2005)

## Premi e riconoscimenti
- Koussevitzky Prize in Composition (Tanglewood, 1974)
- Primo premio al Gaudeamus con Les soupirs de Geneviève (Paesi Bassi, 1976)
- David di Donatello per il miglior musicista con la colonna sonora del film Il mestiere delle armi di Ermanno Olmi (Roma, 2002)
- Annual Lully Award per il miglior nuovo brano dell'anno eseguito negli Stati Uniti con il Quartetto n° 3, commissionato dal Tokyo String Quartet (2002)
- Premio Abbiati dell'Associazione Nazionale Critici Musicali per la migliore novità dell'anno con l'opera Il letto della storia (2003)
- Rdc Awards per la colonna sonora del film Gabrielle di Patrice Chéreau (2005)
- Nomination al David di Donatello per il miglior musicista con la colonna sonora del film Centochiodi di Ermanno Olmi (Roma, 2007)
- Accademico effettivo dell'Accademia nazionale di Santa Cecilia
- Membro onorario dell'Accademia Filarmonica di Bologna
- Premio New York dell'Associazione Cinema Internazionale

## Discografia
| Titolo | Autori                        | Interpreti | Anno | Etichetta                                                 |
| --- | ----------------------------- | --- | ---- | --------------------------------------------------------- |
| Luoghi immaginari                                                                                          | Fabio Vacchi                  | Marco Lazzara (contraltista), EnsembleMusica20, Orchestra Sinfonica Siciliana, Guido Maria Guida (dir.), Mauro Bonifacio (dir.)     | 1996 | BMG Ricordi CRMCD 1043                                    |
| Suite in "2xMöller"                                                                                        | "                             | Duo2xM | 1996 | nosag CD 054                                              |
| La station thermale                                                                                        | "                             | Cécile Besnard, Christophe Lacassagne, Pomone Epoméo, Catherine Renerte, Orchestre de l'Opera de Lyon, Claire Gibault (dir.)        | 1998 | BMG Ricordi 74321356142 (2 CD)                            |
| Wanderer Oktett – Dionysos                                                                                 | "                             | Orchestra Sinfonica Siciliana, Contempoartensemble, Agon Acustica Informatica Musica, Emilio Pomarico (dir.), Mauro Ceccanti (dir.) | 2000 | Stradivarius STR 33597                                    |
| Dai Calanchi di Sabbiuno, La prima figura da sinistra in "Musiche per Pellizza da Volpedo"                 | "                             | Tiziana Scandaletti (soprano), Ensemble Nuovo Contrappunto, Mario Ancillotti (dir.)                                                 | 2000 | Nuova ERA 7351                                            |
| Brani da "La station thermale" in "BMG Editions Classical Series Vol 3 - Opera"                            | "                             | - | 2003 | BMG PUB035                                                |
| Movimento di quartetto in "Quartetti per archi: Schubert, Vacchi, Ligeti"                                  | "                             | Quartetto Savinio | 2004 | Paragon, allegato ad Amadeus, n. 6, giugno 2004 SMF 001-2 |
| Gabrielle                                                                                                  | "                             | Raina Kabaivanska, Pavel Vernikov (violino), Orchestra Sinfonica di Milano "G.Verdi", Claire Gibault (dir.)                         | 2005 | Sony BMG 82876730902                                      |
| Quintetto in "Rotte sonore"                                                                                | "                             | Dedalo Ensemble, Vittorio Parisi (dir.)                                                                                             | 2007 | Stradivarius STR 33747                                    |
| Mignon (Über die Sehnsucht) ne "La voce contemporanea in Italia vol. 3"                                    | "                             | Duo Alterno | 2007 | Stradivarius STR 33769                                    |
| Luoghi immaginari                                                                                          | "                             | Marco Lazzara (contraltista), EnsembleMusica20, Orchestra Sinfonica Siciliana, Guido Maria Guida (dir.), Mauro Bonifacio (dir.)     | 2007 | Stradivarius STR 57005                                    |
| Gli indifferenti di Moravia. Letto da Toni Servillo.                                                       | Alberto Moravia, Fabio Vacchi | Toni Servillo | 2007 | Bompiani ISBN 8845259633 con 6 cd audio                   |
| Risonanze #2. Catalogo della mostra (Roma: Accademia Nazionale di Santa Cecilia, 9 maggio-15 giugno 2008). | Giulio Paolini, Fabio Vacchi  | - | 2008 | Silvana ISBN 88-366-1140-0 con cd audio                   |
| String quartets                                                                                            | Fabio Vacchi                  | Quartetto di Cremona | 2011 | Decca 476 4377                                            |
| Aria di Nadia ne "La voce contemporanea in Italia vol. 5"                                                  | "                             | Duo Alterno | 2011 | Stradivarius STR 33895                                    |